# 3866 Ленглі
3866 Ленглі (3866 Langley) — астероїд головного поясу, відкритий 20 січня 1988 року.
Тіссеранів параметр щодо Юпітера — 3,177.